# ヴィキ・ガボール
ヴィキ・ガボール（ポーランド語: Wiktoria "Viki" Genowefa Gabor、2007年7月10日 - ）はポーランドのシンガー。2019年に音楽オーディション番組「ザ・ヴォイス・キッズ・ポーランド（The Voice Kids Poland）」のセカンドシーズンで準優勝を果たし、音楽キャリアをスタート。その後、ジュニア・ユーロビジョン・ソング・コンテスト2019に出場し、楽曲「Superhero」で優勝。

## 来歴
ガボールはドイツ、ハンブルクでポーランド系ローマ人の家庭に生まれた。 生後すぐに家族と共ににポーランドへ戻り、その後イギリスに移り住む。7歳の時にポーランド、クラクフに定住した 。

## キャリア

### 2019年–現在
2018年、The Voice Kids Polandのセカンドシーズンのオーディションに出場。トムソン＆バロンのチームに参加し、決勝に進出。その際にデビュー・シングル「Time」をリリースした。 
The Voice Kids Poland 出場後、ポーランドで開催されるインターナショナル・ソング・コンテスト「Top of the Top Sopot Festival 2019」のYoung Choice Awardsにて「Time」を披露 。その後、タレント発掘番組「Szansa na sukces」に出場し、楽曲「Superhero」で優勝。 ポーランド代表としてジュニア・ユーロビジョン・ソング・コンテスト2019のへの出場権を手に入れた。 11月24日にグリヴィツェで開催されたジュニア・ユーロビジョンでは、審査員による審査で2位を、オンライン ファン投票では最高得点を獲得し、優勝。ガボールはジュニア・ユーロビジョン・ソング・コンテストで優勝した2人目ポーランド代表となった。また、開催国を代表するパフォーマーがジュニア・ユーロビジョンで優勝したのは初めてであり、ポーランドはコンテストで2回連続優勝した初の国となった。  
ジュニア・ユーロビジョン2019以降、ガボールはポーランドの歌手Kayahとのコラボ曲「Ramię W Ramię」や「Getaway」など、複数のシングルをリリース。スティーヴィー・ワンダーのクリスマスソング「What Christmas Means To Me」やクリスマス・キャロル「Silent Night」のカヴァーも公開。また、他の若手歌手とのコラボレーションアルバムの一環として、ガボールは妹メリッサと共同作曲した楽曲「Still Standing」を2020年6月に発表。同年7月、シングル「Forever and a Night」をリリース。 8月にはデビュー・アルバムからの最後の先行シングルとなった「Not Gonna Get It」をリリースした。
ガボールは、ファースト・アルバム『Getaway (Into My Imagination)』をUniversal Music Polskaより2020年9月4日にリリース。アルバムにはポーランド語の楽曲「Afera」と同曲の英語ヴァージョン「That's What She Said」が収録されている。

## ディスコグラフィー

### スタジオアルバム
- Getaway (Into My Imagination)*（2020年）
- ID (2022年)
- Terminal 3 (2024年）

### シングル
- Time（2019年）
- Superhero（2019年）
- Ramię w ramię (with Kayah)（2020年）
- Getaway（2020年）
- Forever and a Night（2020年）
- Not Gonna Get It（2020年）
- Wznieść się chcę（2020年）
- Afera（英：「That's What She Said」）（2020年）